# Croton rosarianus
Croton rosarianus là một loài thực vật có hoa trong họ Đại kích. Loài này được Mart.Gord. & Cruz Durán mô tả khoa học đầu tiên năm 2002.